# Istmo de Yunguyo
El Istmo de Yunguyo es una franja de tierra situada en el sureste del Perú, que conecta la península de Copacabana con el resto del territorio peruano. Está bañado por las dos masas de agua que conforman el lago Titicaca; al noroeste, con la parte más grande denominado lago mayor o Chucuito y al sureste, con la más pequeña llamado lago menor o Huiñaymarca. Políticamente, el istmo se encuentra ubicado en la provincia del mismo nombre, dentro del departamento de Puno.
El istmo tiene una extensión de 3,2 km de ancho y debe su nombre a la ciudad de Yunguyo, que se ubica en la zona noroeste de esta franja de tierra. La mayoría de las tierras del istmo tienen poca elevación sobre el nivel del lago; gran parte de ellas están destinadas a la agricultura. Hacia el sur del istmo se levanta el cerro Khapia o Apu Khapia, que tiene un carácter sagrado y mágico, además de formar parte de muchos relatos míticos propios de la cultura aimara de la zona.
Históricamente, el istmo fue habitado desde épocas prehispánicas y al igual que el resto de la zona formó parte del territorio de la cultura Chiripa, de la gran cultura Tiahuanaco, del señorío kolla de los Omasuyos; y, finalmente del Imperio de los incas. En el istmo de Yunguyo durante la época inca, había una gran muralla de piedra que iba de costa a costa — es decir desde la orilla del lago mayor o Chucuito hasta la orilla del lago menor o Huiñaymarca —, con puertas, y guardianes, que examinaban a toda la gente que iba en romería a los adoratorios de la península de Copacabana y de la isla del sol.